# Hugh Alessandroni
Hugh Alessandroni   (Nova York, 15 de gener de 1908 - Little Silver, 31 de març de 1989) va ser un tirador d'esgrima estatunidenc que va competir durant la dècada de 1930.
El 1932 va prendre part en els Jocs Olímpics de Los Angeles, on va guanyar la medalla de bronze en la prova del floret per equips del programa d'esgrima. Quatre anys més tard, als Jocs de Berlín, disputà dues proves del programa d'esgrima, en què destaca la cinquena posició en la competició del floret per equips.